# Stenogobius yateiensis
Stenogobius yateiensis és una espècie de peix de la família dels gòbids i de l'ordre dels perciformes.

## Morfologia
- Els mascles poden assolir 6,8 cm de longitud total i les femelles 6,85.[4]

## Hàbitat
És un peix de clima tropical i demersal.

## Distribució geogràfica
Es troba a Oceania: Nova Caledònia.

## Observacions
És inofensiu per als humans.